# Халлюм
Халлюм (з.-фриз. Hallum) — деревня в общине Северо-Восточная Фрисландия провинции Фрисландия на севере Нидерландов.
Как и множество других городов региона, Халлюм был построен на земле, отвоёванной у Северного моря. Для этих городов характерна стандартная радиальная планировка. Центр города называется терп и является самым высоким местом в городе. От него, как круги на воде, расходятся круговые улицы, пересекающиеся с улицами, тянущимися от центра, как спицы на велосипеде.